# Fisherman's Friend
Fisherman's Friend è un marchio di forti caramelle al mentolo prodotte dalla società Lofthouse a Fleetwood, nel Lancashire, in Inghilterra.

## Storia
Il primo Fisherman's Friend è stato originariamente sviluppato dal farmacista James Lofthouse nel 1865 per alleviare vari problemi respiratori subiti dai pescatori che lavoravano in condizioni estreme delle zone di pesca d'altura del nord. Sebbene lo sviluppasse come un rimedio liquido estremamente potente contenente olio di mentolo ed eucalipto, Lofthouse in seguito trasformò il liquido in piccole pastiglie essendo più facili da trasportare e somministrare. Secondo il produttore, i pescatori iniziarono a chiamare le caramelle "amiche", da qui il nome. Si dice che il primo ministro britannico Margaret Thatcher abbia usato il prodotto quando la sua gola era affaticata per parlare in pubblico.
Le caramelle sono relativamente invariate dalla loro creazione. I pacchetti di carta originali in seguito sono stati rivestiti con pellicola e confezionati in una scatola di cartone. In alcuni paesi le confezioni standard di fogli di carta da 25 grammi vengono sostituite da barattoli da collezione, che a volte possono essere riscattati dal produttore in cambio di un certo numero di confezioni di fogli di carta come parte di eventi promozionali.

## Ingredienti
Le caramelle Original Extra Strong contengono zucchero, liquirizia estratto, il mentolo, olio di eucalipto, destrine, adragante, e Capsicum tintura.
Le versioni senza zucchero delle pastiglie contengono sorbitolo, aspartame, mentolo, sucralosio di origine vegetale e acesulfame K. Spesso hanno agenti antiagglomeranti aggiunti come il magnesio stearato. Ogni sapore diverso ha ingredienti unici. Ad esempio, la variante aromatica di ribes nero include l'estratto di succo di sambuco.

## Disponibilità
Le Fisherman's Friend sono disponibili in diversi gusti. Alcuni sono senza zucchero, per il quale le buste sono rigate.
Contiene zucchero
- Original Extra Strong (chiamato Eucalyptus in Germania) - Confezione Bianca
- Anice - Pacchetto oro
- Menta - Confezione verde

Senza zucchero
- Original Extra Strong (chiamato Eucalyptus in Germania) - Confezione bianca e blu
- Limone - Confezione bianca e gialla
- Ribes nero - Confezione bianca e viola scuro
- Menta - Pacchetto bianco e verde chiaro
- Mela - Confezione bianca, verde e arancione (solo in Indonesia)
- Mela e cannella - Confezione bianca e verde medio, o bianca e verde muschio, o bianca, verde e arancione
- Salmiak - Confezione bianca e nera
- Ciliegia - Pacchetto bianco e rosso scuro
- Mandarino e Zenzero, o Mandarino Piccante, o Mandarino e Pompelmo, o Mandarino - Confezione Color Bianca e Arancia Scura
- Pompelmo - Confezione color bianco e color corallo
- Liquirizia Dolce - Confezione bianca e marrone
- Tropicale - Confezione bianca e color ambra
- Menta verde - Confezione bianco e verde acqua
- Agrumi - Confezione bianca e verde lime
- Miele e Limone - Confezione bianca e beige
- Sweet Lime - Confezione da bianco e da giallo a verde chiaro
- Lampone - Confezione bianca e rosa scuro
- Bacche Miste - Confezione bianca, rossa e viola [2]
- Sage - Confezione bianca e viola chiaro (solo in Germania)
- Salmiak e Raspberry - Confezione bianca, rosa scuro e nera (solo in Svezia e Norvegia)
- Menta al cioccolato
- Cioccolato Menta e Ciliegia
- Cioccolato Menta Arancia

### Altri tipi di caramelle
Pro Fresh da Fisherman's Friend
- Menta Vaniglia
- Menta piperita
- Fragola
- Mirtillo
- Limone E Lime
- Melone
- Arancia

Lofthouse of Fleetwood Ltd. ha vinto in tre occasioni il Queen's Award to Industry for Export Achievement.